# Jacques Cartier
Jacques Cartier (UK /ˈkɑrtieɪ/ kar-TEE-ay, de asemenea US /ˌkɑrtiˈeɪ, kɑrˈtjeɪ/ KAR-tee-AY-,_-KAR-tyay, franceză: [ʒak kaʁtje], franceza din Quebec:[- kaʁt͡sje]; bretonă Jakez Karter; n. 31 decembrie 1491, Saint-Malo, Saint-Malo Agglomération⁠(d), Ducatul de Bretania – d. 1 septembrie 1557, Saint-Malo, Saint-Malo Agglomération⁠(d), Franța) a fost primul explorator al Golfului Sf. Laurențiu și cel ce a descoperit râul Sf. Laurențiu. El a întreprins trei voiaje în regiune, primele două în 1534 și 1535 - 1536, la ordinele exprese ale regelui Francisc I, iar a treia expediție în 1541 - 1542. În al treilea voiaj, Jacques Cartier a fost secundul lui Sir Roberval, care a fost încredințat de rege să aducă resurse naturale din Canada. Dar, deoarece Sir Roberval a întârziat cu pregătirile pentru expediție, Jacques Cartier a plecat în lunga expediție fără acesta. El a ajuns în Canada la Hochelaga (Montreal) din regiunea Stadacona (Quebec). Odată ajuns în Canada, Cartier a pornit în căutarea aurului și a diamantelor. A găsit o mulțime de bijuterii înaintea lui Sir Roberval. Cei doi s-au întâlnit în Terra Nova (Newfoundland). Dar Jacques Cartier nu a ascultat ordinele lui Sir Roberval și a plecat în Franța unde a vrut sa vândă bogățiile aduse. Însă, odată revenit în țară, a descoperit că, din păcate pentru el, nu a adus decât pirită și cuarț fără valoare. Pornind de la această întâmplare, a apărut expresia: fals ca diamantele Canadei. După aceea, Jacques Cartier s-a retras din această activitate pentru totdeauna și a murit în anul 1557 la Paris.

## Legăturiexterne
- W.J. Eccles. „Jacques Cartier”. Encyclopædia Britannica.
- Lucrări de Jacques Cartier la Proiectul Gutenberg
- Opere de sau despre Jacques Cartier la Internet Archive
- English translation of Cartier's accounts
- Jacques Cartier at Civilization.ca
- Watch a Heritage Minutes feature on Jacques Cartier